# Eustache Ier de Boulogne
Pour les articles homonymes, voir Eustache Ier.
Eustache Ier, dit à l'Œil (Perçant), né en 1010 et mort en 1047, fut comte de Boulogne de 1033 à 1047. Il était fils de Baudouin II, comte de Boulogne, et d'Adélaïde de Frise.
Il succéda à son père en 1033. À sa mort, son fils aîné, Eustache, hérite du comté de Boulogne. Son fils cadet, Lambert, obtient le comté de Lens. Il mourut 1047 et fut enterré à Samer.

## Mariage et descendance
Il épousa Mahaut de Louvain, fille de Lambert Ier, comte de Louvain, et de Gerberge de Lotharingie, et eut :
- Eustache II († 1087), comte de Boulogne ;
- Godefroy († 1095), évêque de Paris ;
- Lambert II († 1054), comte de Lens ;
- Gerberge († 1049), mariée à Frédéric de Luxembourg (1003 † 1065), duc de Basse-Lotharingie.

## Sources
- Alain Lottin, Histoire de Boulogne-sur-Mer [détail des éditions].
- Andrew Bridgeford (trad. Béatrice Vierne), 1066, l’histoire secrète de la tapisserie de Bayeux, Éditiond du Rocher, coll. « Anatolia », 2004 (réimpr. 2005) [détail des éditions] (ISBN 2-268-05528-0), p. 386.